# Фервју (Алабама)
Фервју (енгл. Fairview) град је у америчкој савезној држави Алабама. По попису становништва из 2010. у њему је живело 446 становника.

## Демографија
Према попису становништва из 2010. у граду је живело 446 становника, што је 76 (14,6%) становника мање него 2000. године.
| Група             | 2000.       | 2010.       |
| Белци             | 426 (81,6%) | 393 (88,1%) |
| Афроамериканци    | 0 (0,0%)    | 1 (0,2%)    |
| Азијати           | 1 (0,2%)    | 2 (0,4%)    |
| Хиспаноамериканци | 85 (16,3%)  | 50 (11,2%)  |
| Укупно            | 522         | 446         |